# مبشر بن عبد المنذر
مُبَشِّرُ بن عبد المنذر صحابي من الأنصار من بني أمية بن زيد من الأوس. أسلم مبشر، ولما هاجر النبي محمد ﷺ إلى يثرب آخى بين مبشر وعاقل بن البكير. شهد غزوة بدر مع أخويه أبو لبابة الأنصاري ورفاعة بن عبد المنذر، وقُتل مبشر في المعركة فكان أحد ثمانية شهداء من الأنصار وأحد الأربعة عشر شهيداً الذين استشهدوا من المسلمين في بدر.

## نسبه
مبشر بن عبد المنذر بن رفاعة بن زنبر بن أمية بن زيد  بن مالك بن عوف بن عمرو بن عوف بن مالك بن الأوس.

## طبقته
قال سبط ابن الجوزي: ‌مُبَشِّر ‌بن ‌عبد ‌المنذر من الطبقة الأولى من الأنصار، قتله أبو ثور.

## إخوانه
```
رفاعة بن عبد المنذر
 
[
7
]
، 
وأبو لبابة بن عبد المنذر
، واسمه بشير.
[
8
]
 
[
9
]
```

## سيرته
آخى رسول الله بين ‌مبشّر ‌بن ‌عبد ‌المنذر وعاقل بن أبي البُكير، وقتلا جميعاً ببدر، وقيل: إنه آخى رسول الله بينه وبين حُذيفةَ بن اليَمان؛ وشهد مبشّر بدرًا وقتل يومئذٍ شهيدًا، قتله أبو ثور. أخبرنا محمّد بن عمر قال: أخبرنا أبو بكر بن عبد الله بن أبي سبرة عن المسور بن رفاعة عن عبد الله بن مِكْنَف عن السائب بن أبي لبابة أنّ رسول الله، صلى الله عليه وسلم، أسهم لمبشّر بن عبد المنذر وقدم بسهمه علينا معن بن عديّ. 
وقال ابن سعد: أخبرنا عمر بن عثمان عن أبيه قال: لما هاجر عمار بن ياسر من مكة إلى المدينة نزل على ‌مبشر ‌بن ‌عبد ‌المنذر.
وقال ابن سعد أيضاً: هاجر أبو أحمد بن جحش مع أخيه عبد الله وقومه إلى المدينة فنزلوا على ‌مبشر ‌بن ‌عبد ‌المنذر.
وروى الحاكم النيسابوري بسنده عن عبد الله بن عمرو بن حرام قال: رأيت في النوم قبل أحد كأني رأيت ‌مبشر ‌بن ‌عبد ‌المنذر يقول لي: أنت قادم علينا في الأيام، فقلت: وأين أنت؟ قال: في الجنة نسرح فيها كيف نشاء، قلت له: ألم تقتل يوم بدر؟ قال: بلى، ثم أحييت، فذكر ذلك لرسول الله، فقال رسول الله: هذه الشهادة يا أبا جابر.

## وفاته
أُستشهد في معركة بدر.